# ميرابيل (ميزوري)
ميرابيل هي منطقة فردية في مقاطعة كالدويل في ولاية ميزوري.

## التاريخ
فيها مكتب بريد يسمى ميرابيل أنشئ في عام 1849، وبقي في العمل حتى عام 1941. واسمها مشتق من كلمة لاتينية بمعنى «رائعة».